# Fairfield Horseshoe

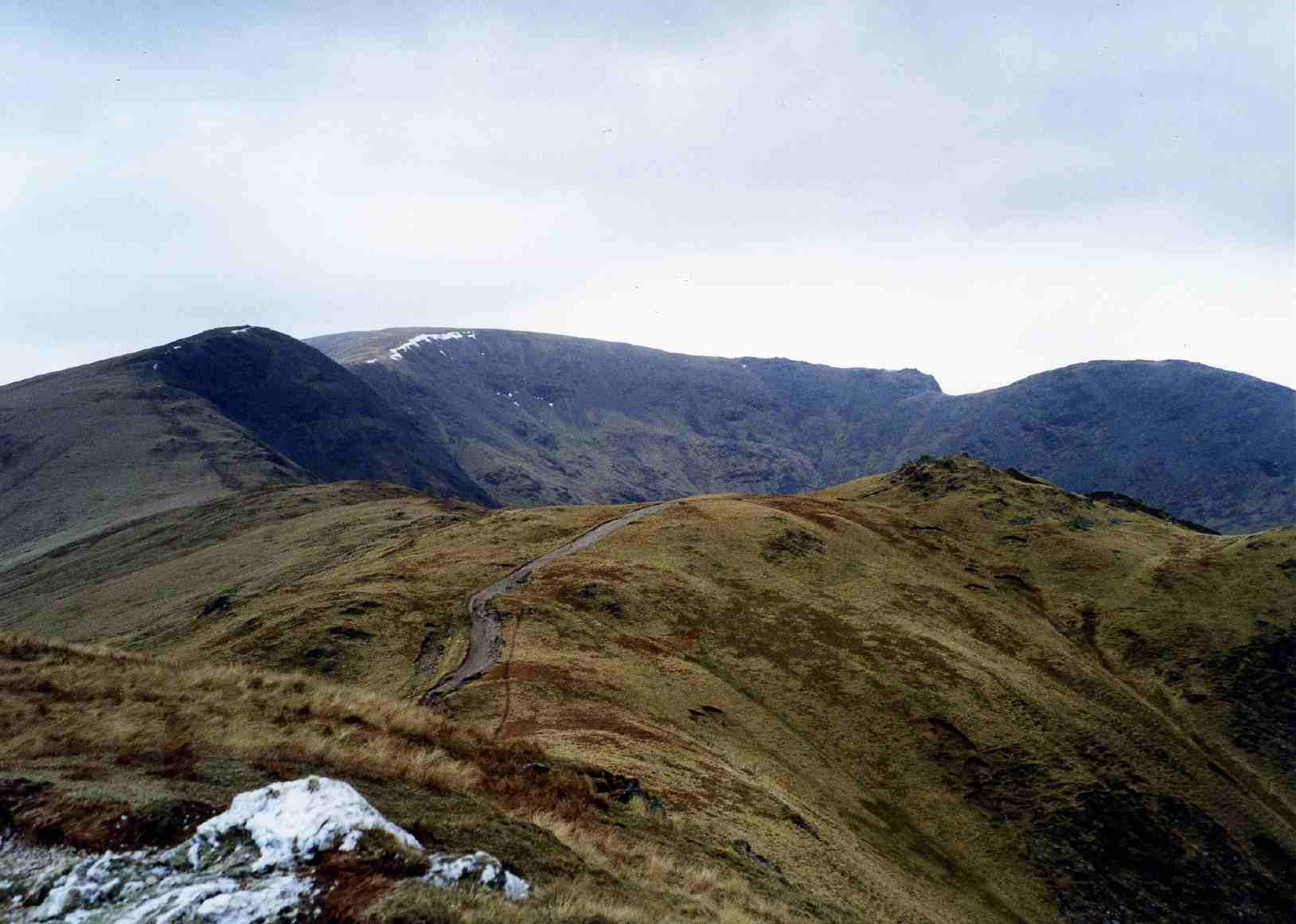
Blick über einen Teil des Fairfield Horseshoe mit Fairfield am Horizont

Der Fairfield Horseshoe ist eine Rundwanderung und Austragungsort eines Berglaufes im Lake District, Cumbria, England. Der Weg hat keine festgelegte Richtung, in der er absolviert werden muss. Ein Beginn ist sowohl in Rydal wie auch in Ambleside möglich.
Der Wanderweg ist 16 km lang und beinhaltet insgesamt 1100 m Höhendifferenz.
Der Weg führt über:
- Low Pike (508 m)
- High Pike (656 m)
- Dove Crag (792 m)
- Hart Crag (822 m)
- Fairfield (873 m)
- Great Rigg (766 m)
- Heron Pike (612 m)
- Nab Scar (440 m)

Seit 1966 wird alljährlich im Mai ein Berglauf der Fairfield Fell Run entlang des Fairfield Horseshoe über eine Strecke von 14 km mit einem Gesamthöhenunterschied von 900 m veranstaltet.